# Neurergus crocatus
Neurergus crocatus је водоземац из реда репатих водоземаца и фамилије Salamandridae. 

## Угроженост
Ова врста се сматра рањивом у погледу угрожености врсте од изумирања.

## Распрострањење
Врста је присутна у Ираку, Ирану и Турској.

## Популациони тренд
Популација ове врсте се смањује, судећи по расположивим подацима.

## Станиште
Станиште врсте су слатководна подручја.